# Réforme de l'armée prussienne
La réforme de l'armée prussienne fait référence à la réorganisation de l'armée prussienne dans les années 1807 à 1814. Comme dans les autres domaines des réformes prussiennes, des parties des structures révolutionnaires et napoléoniennes de la France politiquement et militairement prospère sont adoptées. Dans la réforme de l'armée, les réformateurs et les forces conservatrices se sont affrontés plus directement que dans tout autre projet de réforme.

## Situation initiale
Après la défaite de Napoléon Bonaparte dans la guerre de la Quatrième Coalition et le traité de Tilsit en 1807 avec ses termes durs, de vastes réformes commencent en Prusse. Une partie d'entre eux est la réforme de l'armée.
Même avant 1806, des officiers progressistes ont critiqué l'armée prussienne désuète. Après l'échec des Prussiens contre les troupes de Napoléon et le pays au bord de l'effondrement, la souffrance est suffisamment grande pour mettre en œuvre les réformes.

## Programme de réforme

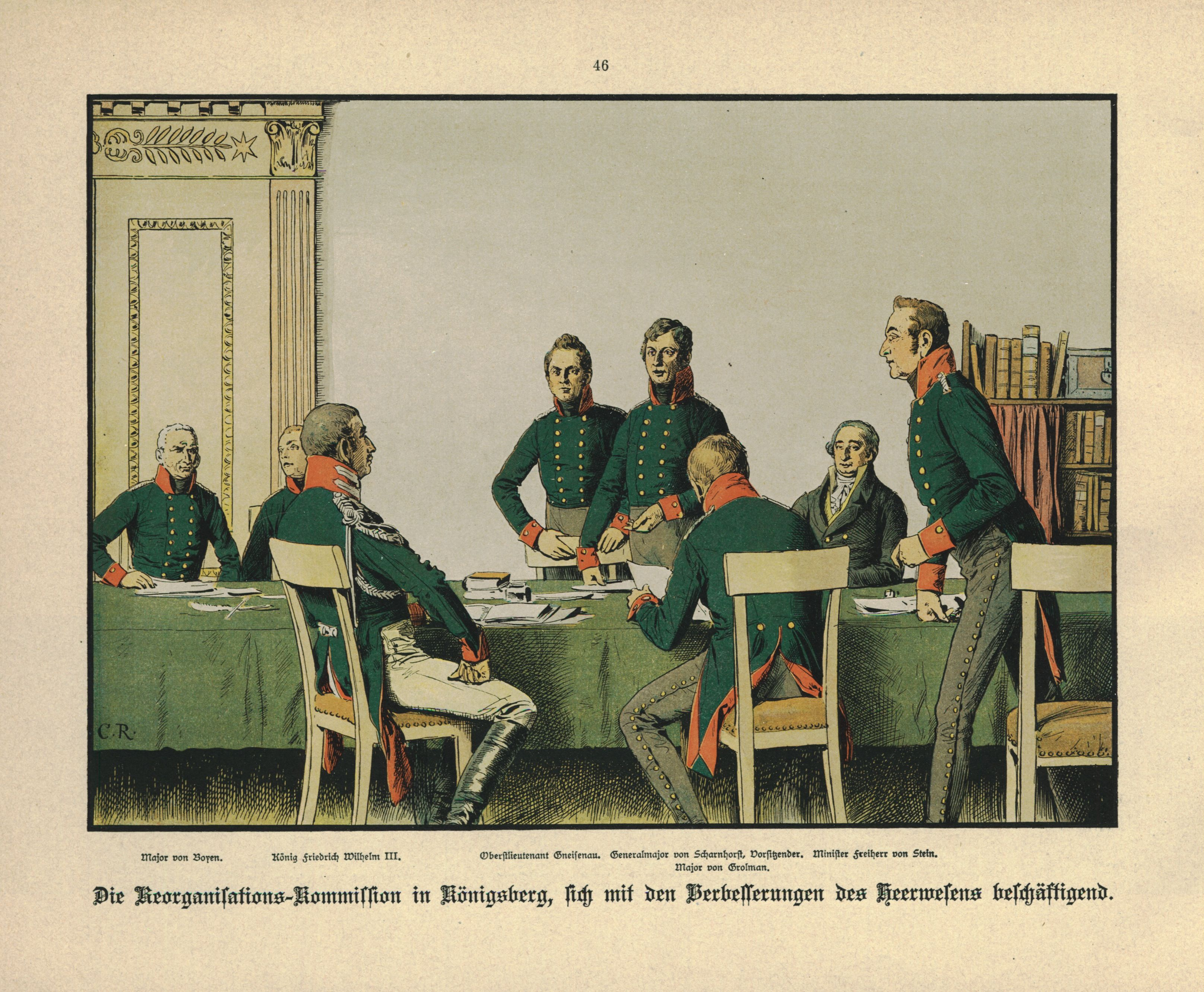
Commission de réorganisation militaire, Königsberg 1807

La nomination de Gerhard von Scharnhorst à la tête du département de la guerre (ministère de la Guerre) et de l'état-major général ainsi qu'à la présidence de la commission de réorganisation militaire en juillet 1807 peut être considérée comme le véritable début de la réforme de l'armée prussienne.
À ce titre, il tente, avec des officiers partageant les mêmes idées tels qu'August Neidhardt von Gneisenau, Hermann von Boyen et Carl von Clausewitz, de réformer l'armée prussienne afin de la rendre à nouveau puissante. À long terme, cela doit rendre possible une victoire sur Napoléon. Le principe ici est le lien entre la "guerre populaire" française réussie, menée par des soldats volontaires et patriotiquement enthousiastes, avec la tradition militaire de la Prusse, contrairement à l'ancienne armée d'enfants et de mercenaires provinciaux enrôlés.

### Système corporel
En plus d'améliorer la qualité, les réformateurs tentent de contourner les limitations de la taille de l'armée à 42 000 hommes (auparavant environ 200 000) imposées par la paix de Tilsit. Pour ce faire, Scharnhorst utilise le système Krümper (de). Des procédures introduites le 31 juillet 1807 dotent chaque compagnie de personnel excédentaire qui est formé pour devenir des troupes de réserve. Lors de la formation de base, seuls certains de ces soldats appartient aux troupes régulières et comptent pour la taille de l'armée. Peu de temps après, ce personnel est remplacé par de nouveaux réservistes et libéré dans la vie civile. En tant que civils, les réservistes continuent de s'entraîner. Ces exercices se déroulent en public afin de renforcer la cohésion entre la population et les militaires. De plus, les nouvelles dispositions de la loi disciplinaire sans flagellation sont appliquées de manière particulièrement cohérente aux réservistes afin de motiver les citoyens armés. Cependant, le système Krümper ne conduit jamais à un large armement du peuple et est également en deçà des attentes des réformateurs. En incluant les soldats Krümper, la Prusse ne compte que 65 000 soldats en 1813.

### Conversion du corps des officiers
De plus, il s'agit de composer avec la défaite subie par le nettoyage du corps des officiers. Le comportement de tous les commandants jusqu'au niveau du bataillon fait l'objet d'une enquête par la commission d'enquête immédiate (de). La commission se réunit à partir du 6 décembre 1807 et travaille jusqu'en 1812. Aux niveaux inférieurs, les officiers individuels sont jugés par des tribunaux régimentaires. Les jugements de ces instances entraînent de nombreux licenciements déshonorants et honorables ainsi que des rétrogradations. Cependant, dès 1808, la réintégration des officiers est facilitée par les certificats de bonne conduite du roi. Cette procédure permet d'évaluer et de critiquer les supérieurs pour la première fois au sein du corps des officiers.
De plus, les réformes changent la façon dont les officiers sont formés et promus. Premièrement, le principe d'ancienneté est aboli dans les généraux. La promotion ne dépend plus uniquement de l'ancienneté et des origines nobles, mais aussi des réalisations personnelles. Les qualifications personnelles reçoivent une priorité encore plus élevée dans la promotion des officiers d'état-major avec un décret du 30 novembre 1808. Le 6 août 1808, les critères de recrutement des enseignes sont les aptitudes professionnelles et morales, qui doivent être prouvées lors d'un examen.
En principe, les grades d'officiers supérieurs sont également ouverts aux roturiers pour la première fois.
Des écoles de guerre sont nouvellement créées en 1810, dans lesquelles des officiers de toutes les branches des forces armées sont formés ensemble. L'élection de certains des officiers par le corps des officiers lui-même (élection des officiers (de)), telle que proposée par certains des réformateurs, n'est jamais introduite. On espérait ainsi une plus grande homogénéité du corps des officiers et de meilleures chances pour les candidats talentueux à la fonction d'officier.
La gestion de compagnie est également supprimée, dans laquelle les commandants de compagnie, après avoir reçu une somme forfaitaire, gèrent pour leur propre compte la nourriture, la solde et l'équipement de leurs compagnies. Cela élimine d'importants conflits d'intérêts; par exemple, un commandant de compagnie ne peut plus s'enrichir en envoyant un maximum de soldats en congé et en « économisant » leur solde.

### Création du Ministère de la Guerre
Le changement structurel le plus important est la création du ministère de la Guerre, qui regroupe à partir du 25 décembre 1808 l'administration militaire auparavant dispersée entre différentes autorités. Le ministre de la Guerre doit être à la fois le commandant militaire directement sous le roi et le chef de l'administration militaire. Ce poste n'est toutefois pourvu qu'en 1814. Outre le ministère de la Guerre, un état-major moderne est créé sur la base de l'état-major de l'intendant général, qui remplit plusieurs tâches : il est destiné à améliorer la coopération entre les parties de l'armée et, en temps de paix, à servir de centre de formation des officiers supérieurs en cas de guerre. Les officiers de l'état-major doivent se considérer comme des scientifiques militaires.

### Réforme de la justice militaire
Une étape importante sur la voie du soldat volontaire et donc enthousiaste au combat est la refonte des articles de guerre, c'est-à-dire de la jurisprudence militaire. À partir du 19 juillet 1809, le droit militaire ne s'applique plus que pendant le service et non plus, par exemple, aux soldats en congé. La bastonnade est abolie et remplacée par l'emprisonnement. C'est ainsi que s'exprime la nouvelle image du soldat : Seuls ceux qui disposent d'un honneur personnel et de droits à la liberté peuvent être effectivement punis par des peines de prison.

### Innovations techniques
Des innovations techniques complètent les réformes. Les troupes de tirailleurs et de chasseurs à pied reçoivent une plus grande importance, l'armée est organisée en brigades et la brigade légère est introduite comme une nouvelle formation, l'artillerie est rendue plus mobile, le concept de manœuvre à grande échelle est adapté aux conditions réelles de combat, une gendarmerie est créée, les forces du génie regroupées dans le corps du génie (de), les services de santé et le système de conscription sont modernisés.

### Armement populaire
Un système en quatre étapes doit permettre la mobilisation d'une grande partie de la population pour une « guerre populaire » d'abord contre Napoléon, mais aussi pour des guerres ultérieures. Au début de 1813, la conscription générale est proclamée et inscrite dans la loi de 1814, par laquelle tous les Prussiens doivent être impliqués dans la défense nationale. La conscription peut être décrite comme le projet central des réformateurs. Ils l'ont demandé dès 1808, mais échouent lorsqu'ils tentent de l'introduire pour la première fois en 1810 en raison de la résistance des conservateurs.
À cela s'ajoutent, à partir du 3 février 1813, les détachements de chasseurs volontaires. Les citoyens qui le souhaitent peuvent effectuer leur service militaire obligatoire dans ces formations. Les citoyens combattant dans la tactique des chasseurs doivent former le noyau d'une future nouvelle armée basée sur l'enthousiasme, la liberté et le partenariat. Cette approche est abandonnée dès 1814, lorsque les détachements de chasseurs volontaires sont intégrés aux troupes de ligne.
Le 17 mars 1813, la Landwehr est venue s'y ajouter. Toutes les personnes aptes au service militaire du pays doivent y être intégrées. La Landwehr ne doit recevoir qu'une formation minimale, peu formelle et axée sur l'aptitude au combat. La Landwehr ne doit être utilisée que dans le cas où un ennemi attaquerait directement le territoire prussien. Pendant les guerres, les unités de la Landwehr sont également appelées à participer à des opérations en dehors de la Prusse. La Landwehr est la nouvelle arme la plus populaire auprès de la population et compte environ 120 000 hommes. À partir de 1815, elle fait l'objet de critiques particulièrement virulentes de la part de la Restauration, qui craint le potentiel de révolte des civils ayant reçu une formation militaire.
La dernière formation mise en place le 21 avril 1813 est le Landsturm. Cette formation, composée presque exclusivement de vieillards inaptes à la guerre, doit agir en tant que "soulèvement populaire institutionnalisé" avec des tactiques partisanes contre un ennemi qui aurait pu pénétrer dans le pays. La Landsturm n'est mise sur pied que formellement et n'a jamais été utilisée.

## La Restauration
Dès le départ, la réforme de l'armée, comme les autres réformes, fait l'objet de vives critiques de la part de la vieille élite militaire et politique conservatrice et aristocratique, qui se méfie profondément de l'inclusion de la bourgeoisie dans les postes de direction et du peuple sur la base de la conscription. En raison de cette résistance, de nombreux éléments des réformes ne sont pas mis en œuvre. Ainsi, en fait, les roturiers ne peuvent occuper que des postes d'officiers supérieurs dans les troupes du génie et dans l'artillerie, et au moins des grades inférieurs dans l'infanterie. Les postes fonctionnels dans la cavalerie leur sont totalement interdits. L'élection des officiers n'est également jamais mise en œuvre. En plus, la noblesse obtient rapidement que le roi annule de nombreux jugements de la Commission de Recherche Immédiate par des ordonnances personnelles.

## Réformateurs de l'armée
- Hermann von Boyen (1771-1848)
- Carl von Clausewitz (1780-1831)
- August Neidhardt von Gneisenau (1760–1831)
- Friedrich Wilhelm von Götzen le Jeune (1767-1820)
- Karl von Grolman (1777–1843)
- Karl Georg Albrecht Ernst von Hake (1769–1835)
- Otto Christian Friedrich Kuhfahl (de) (1768–1837)
- Heinrich Menu von Minutoli (1772–1846)
- Auguste de Prusse (1779-1843)
- Gustav von Rauch (1774-1841)
- Gerhard von Scharnhorst (1755–1813)
- Moritz von Schoeler (de) (1771–1855)